# Église Saint-Pierre de Montfort-l'Amaury
Pour les articles homonymes, voir Église Saint-Pierre.
L'église Saint-Pierre de Montfort-l'Amaury est une église gothique des XVe et XVIIe siècles située à Montfort-l'Amaury (Yvelines, France).
Elle fait l’objet d’un classement au titre des monuments historiques par la liste de 1840.

## Histoire
Cette église des XVe et XVIe siècles, d’une taille impressionnante et rare pour une petite cité, est entreprise vers 1491 à la demande d'Anne de Bretagne. La construction doit remplacer un édifice du XIe siècle dont seul subsiste un pan du clocher roman.
Les travaux sont repris de 1532 à 1547 par André de Foix, seigneur de Montfort.
Un clocher-porche est élevé vers 1613, comme l'indique une date gravée dans la pierre. Il n'est achevé qu'en 1848, sous la direction de l'architecte Jean-Baptiste Guenepin.

## Vitraux
L'église est  célèbre pour sa série de trente-sept vitraux datant de la seconde moitié du XVIe siècle. Ils ont été restaurés en 2015.

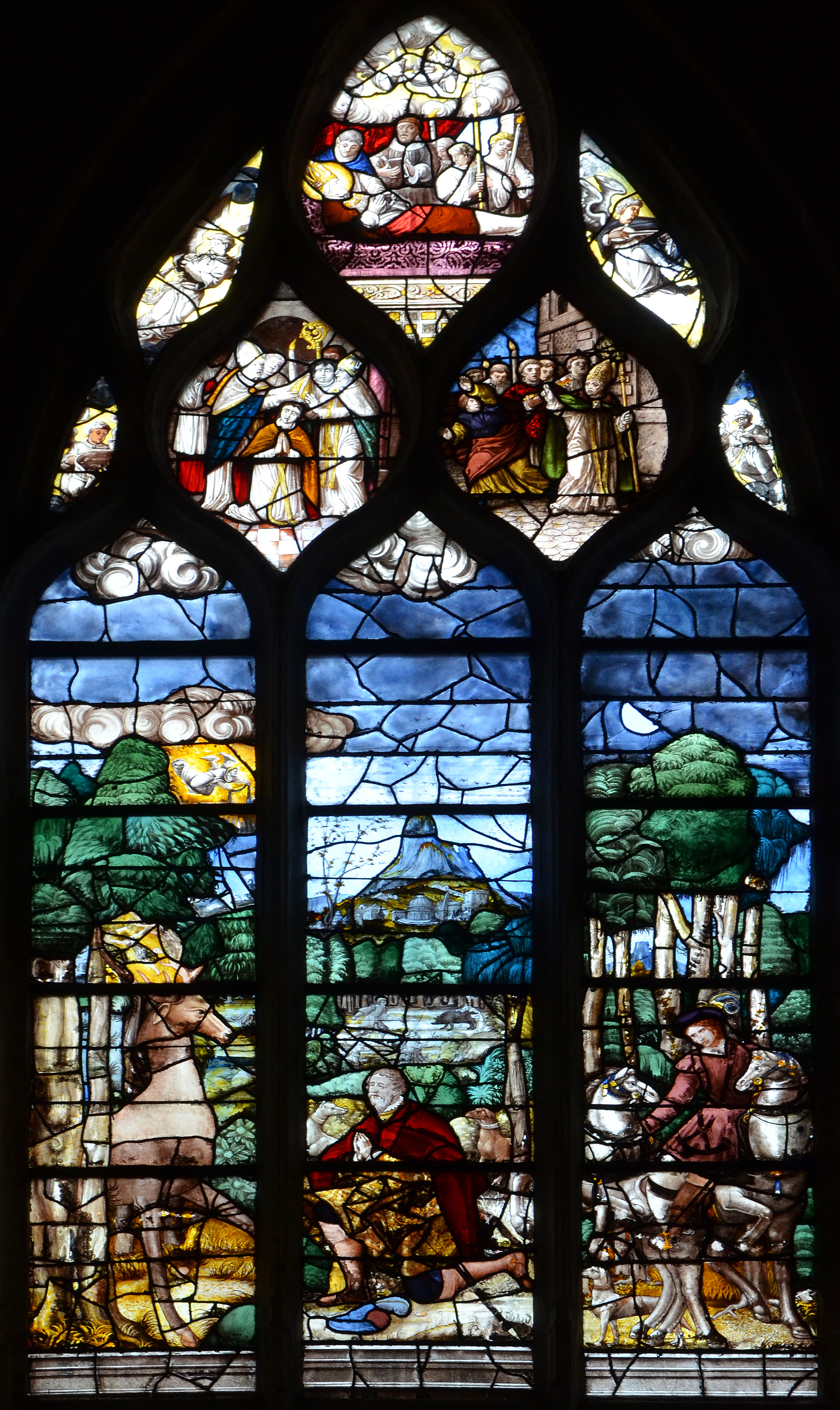
Vitrail vie de Saint-Hubert
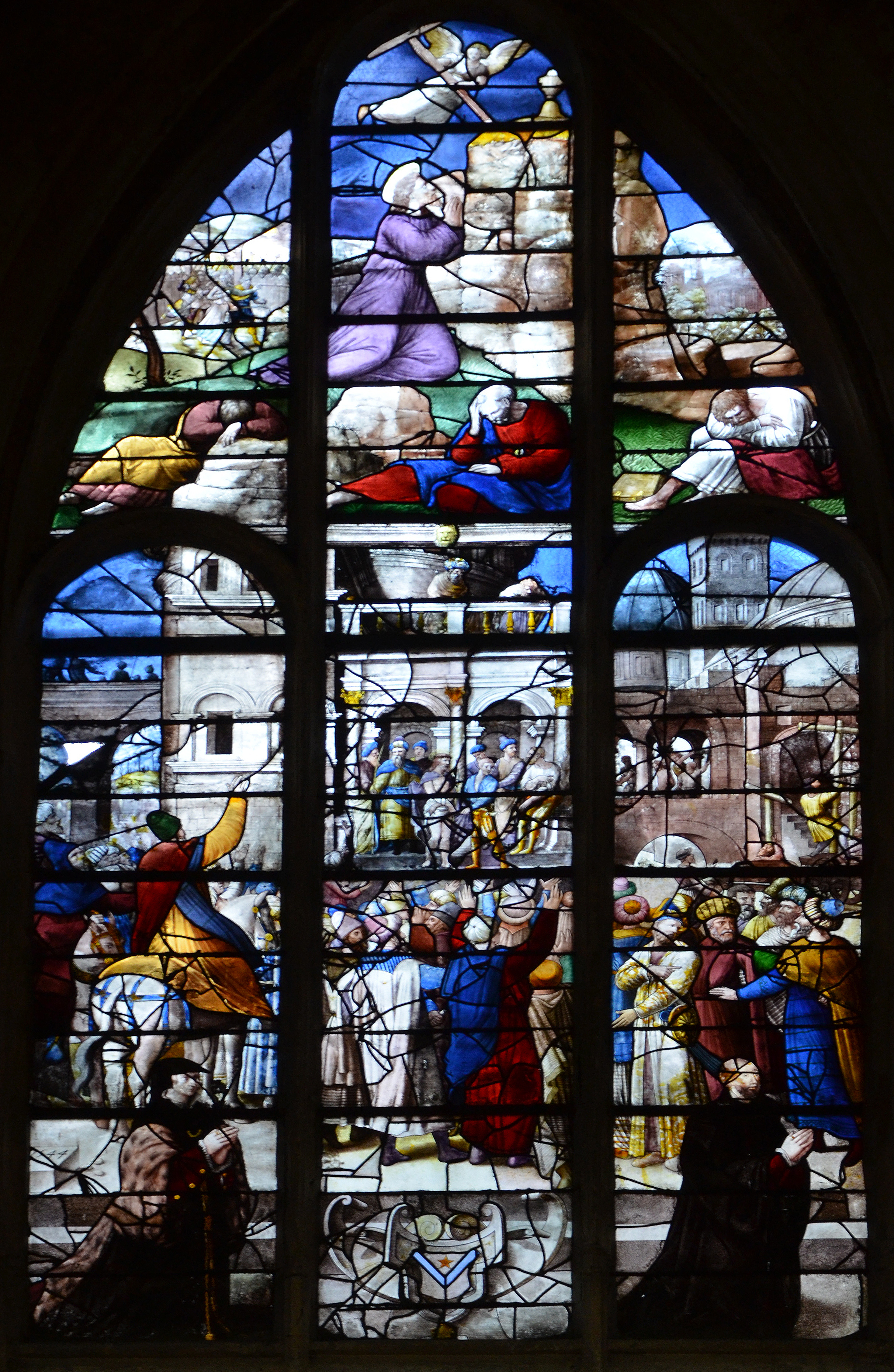
Vitrail Ecce-Homo Passion du Christ
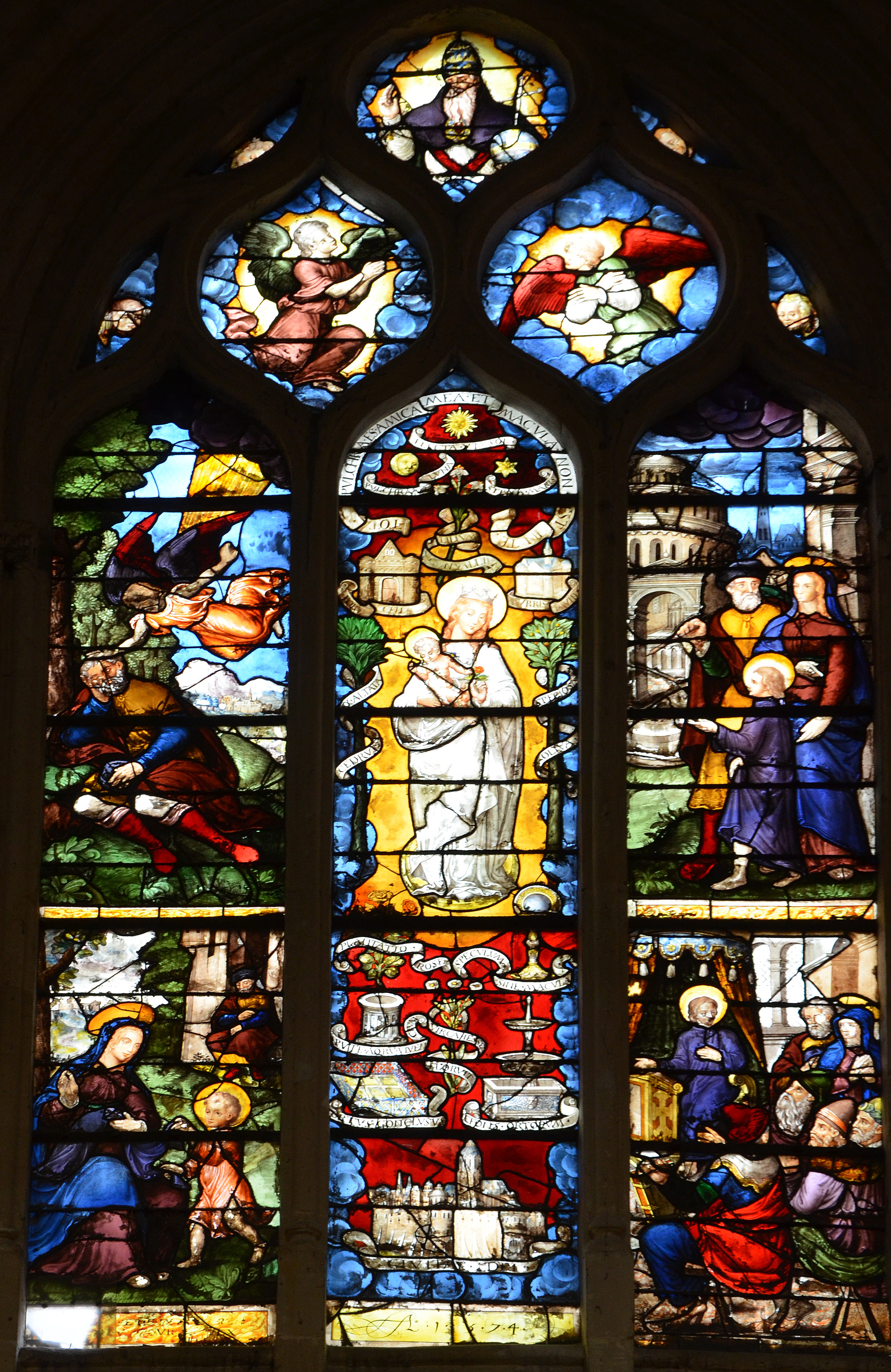
Vitrail litanies de la Vierge
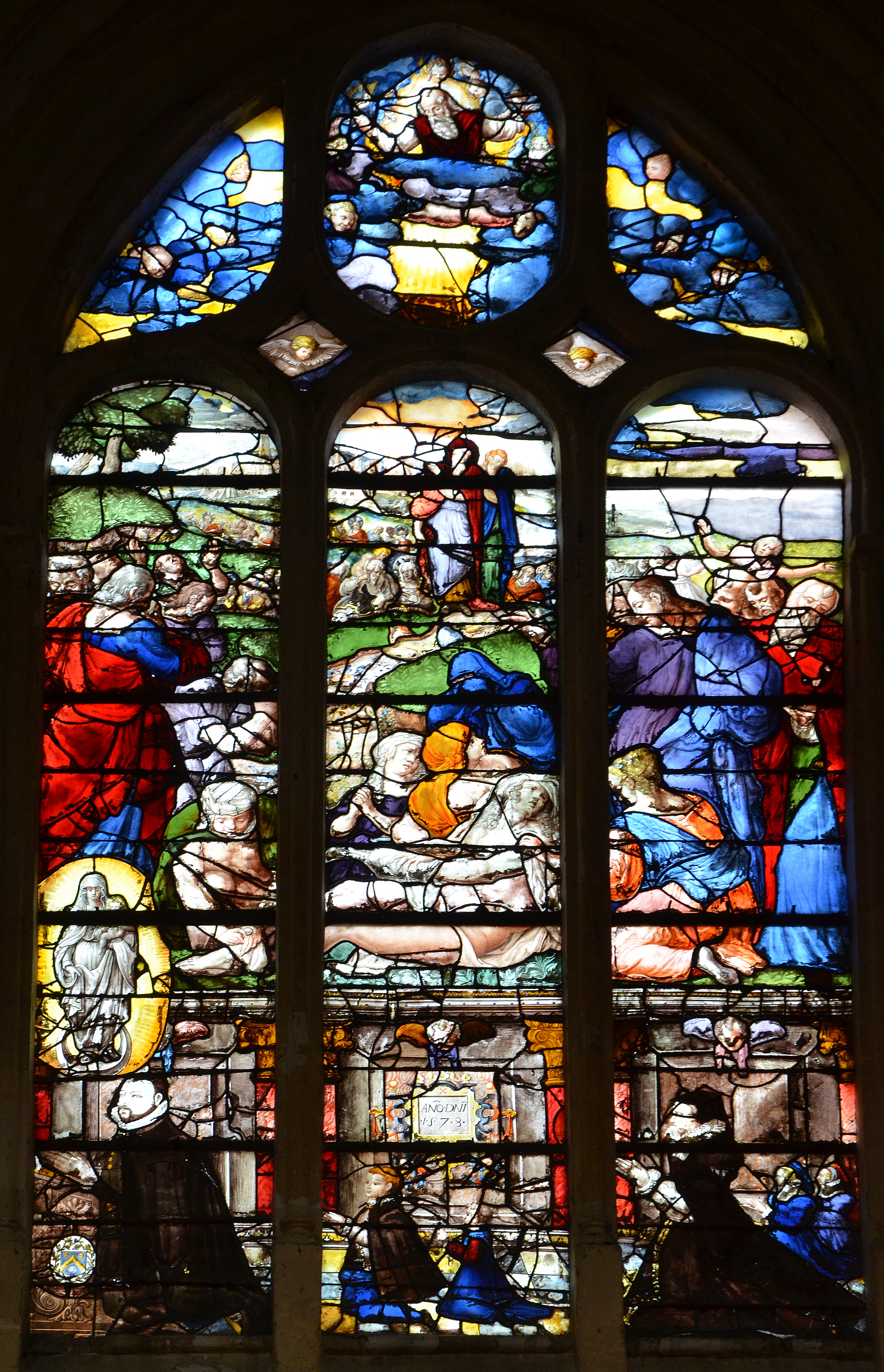
Vitrail résurrection de Lazare
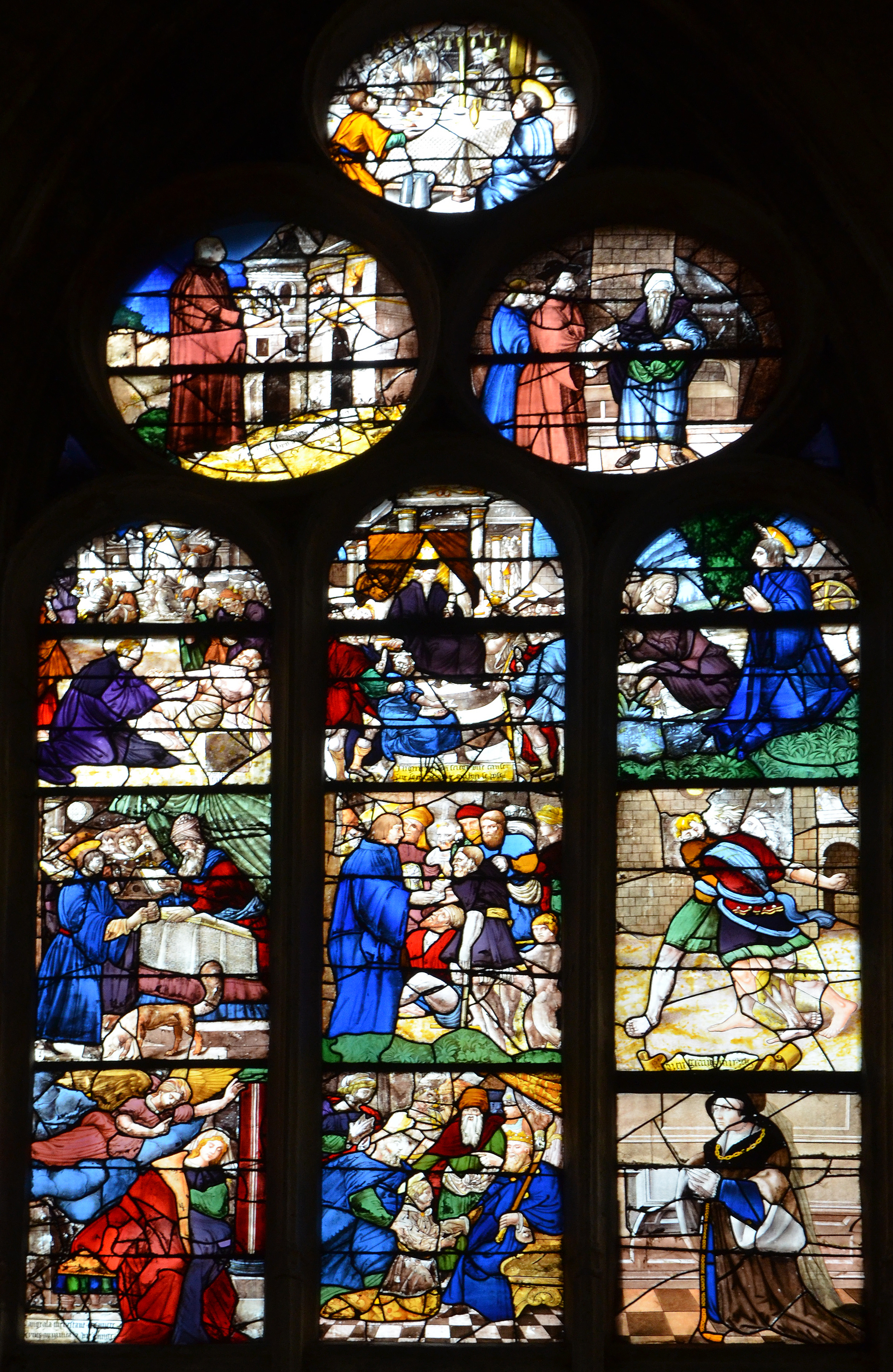
Vitrail vie de Saint-Yves